# 初戀 Hatsu-Koi
『初戀 Hatsu-Koi』（はつこい、英題：First Love/Hatsu-Koi）は、2007年に製作された今泉浩一監督による日本映画。

## キャスト
- 唯史：村上ひろし
- 圭吾：松之木天辺
- 宏毅：川島良耶
- 慎二：堀江進司
- 公太：柴田惠
- 唯史の母：河名麻衣
- 車を運転する女：葉月螢
- 車の同乗者：小林節彦
- 宏毅の母：伊藤清美
- バー“Galaxy”のマスター：川口隆夫
- 神父：弥次子喜多子
- 圭吾とやっちゃう男：野原周作
- 英司：今泉浩一
- 朋哉：佐藤未光
- 唯史のクラスメート1：渡部貴明
- 唯史のクラスメート2：斉藤和己
- 唯史のクラスメート3：荻原雅彦
- バー“Gain”のマスター：平野俊一
- バー“Gain”の客1：岡田英二
- バー“Gain”の客2：東じゅんぺい
- 古本屋の客：西澤香苗
- 写真家：田口弘樹

## 上映
2007年
- 6月3日〜: Out Takes: A Reel Queer Film Festival（ニュージーランド）
- 7月22日: 第3回関西 Queer Film Festival
- 10月20日〜11月2日: シネマアートン下北沢にて劇場公開

2008年
- 2月12日〜: 第58回ベルリン国際映画祭 - パノラマ部門（ドイツ）
- 9月14日: 第4回香川レインボー映画祭
- 11月5日〜: ブラジリア国際映画祭（ブラジル）